# Anoploscelus lesserti
Anoploscelus lesserti är en spindelart som beskrevs av Laurent 1946. Anoploscelus lesserti ingår i släktet Anoploscelus och familjen fågelspindlar.
Artens utbredningsområde är Rwanda. Inga underarter finns listade i Catalogue of Life.